# Brandon Aiyuk
Brandon Aiyuk (Rocklin, 24 aprile 1999) è un giocatore di football americano statunitense che milita nel ruolo di wide receiver per i San Francisco 49ers della National Football League (NFL).

## Carriera universitaria
Aiyuk giocò le prime due stagioni nel college football al Sierra College. Nel 2018 passò ad Arizona State Sun Devils, dove nell'ultima stagione fece registrare  65 ricezioni per 1.192 yard e 8 touchdown, venendo inserito nella formazione ideale della Pac 12 Conference sia come wide receiver che come kick returner.

## Carriera professionistica
Aiyuk fu scelto nel corso del primo giro (25º assoluto) del Draft NFL 2020 dai San Francisco 49ers. Debuttò come professionista nella gara del secondo turno contro i New York Jets ricevendo 2 passaggi per 21 yard. Nel terzo turno fu premiato come rookie della settimana dopo avere guadagnato 101 yard dalla linea di scrimmage e segnato un touchdown su corsa.
Il 4 novembre Aiyuk risultò positivo al COVID-19. Nella settimana 14 contro il Washington Football Team fece registrare 10 ricezioni per 119 yard nella sconfitta per 23–15. La sua prima stagione si chiuse con 60 ricezioni per 748 yard ricevute e 5 touchdown in 12 presenze, tutte tranne una come titolare.
Nel primo turno della stagione 2023, Aiyuk fece registrare 8 ricezioni per un nuovo primato personale di 129 yard e 2 touchdown nella vittoria sui Pittsburgh Steelers, venendo premiato come miglior giocatore offensivo della NFC della settimana. Nella settimana 11 ricevette da Brock Purdy un passaggio da touchdown da 76 yard che fu la più lunga azione della stagione dei 49ers fino a quel momento. Quattro giorni dopo nella gara del Giorno del Ringraziamento contro i Seattle Seahawks divenne il primo ricevitore della storia dei 49ers a segnare almeno 5 touchdown in ognuna delle sue prime quattro stagioni. A fine stagione si classificò settimo nella NFL con 1.342 yard ricevute, venendo inserito nel Second-team All-Pro.
Il 29 agosto 2024 Aiyuk firmo con i 49ers un nuovo contratto quadriennale del valore di 120 milioni di dollari. Nel settimo turno contro i Chiefs si ruppe il legamento crociato anteriore, chiudendo la sua stagione.

## Palmarès

### Franchigia
- National Football Conference Championship: 1

San Francisco 49ers: 2023

### Individuale
- Second-team All-Pro: 1

2023
- Giocatore offensivo della NFC della settimana: 1

1ª del 2023
- Rookie della settimana:

3ª del 2020